# Gertrud Franke-Schievelbein

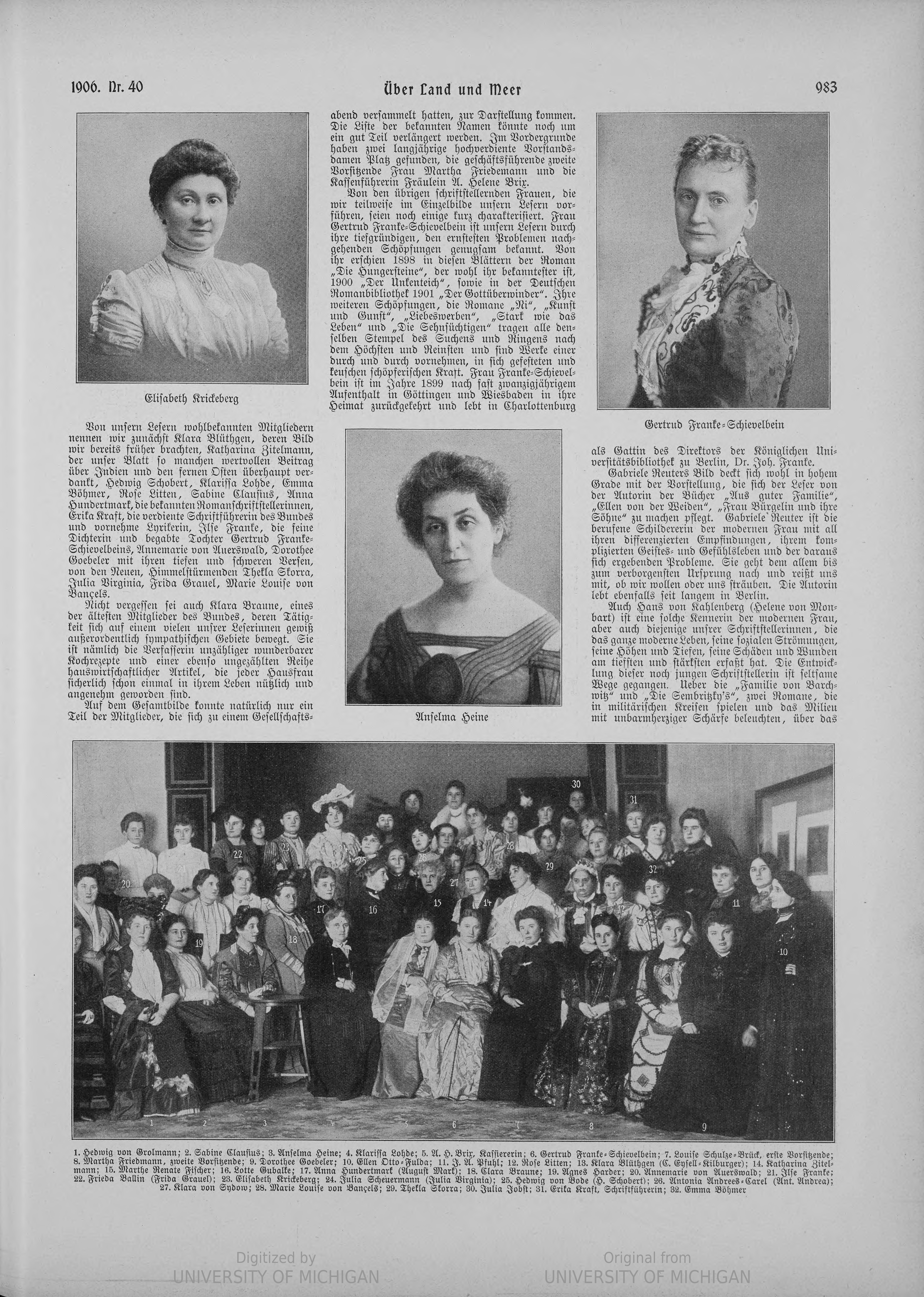
Gertrud Franke-Schievelbein, 1906 (oben rechts)

Gertrud Franke-Schievelbein (geboren als Christiane Helene Gertrude Schievelbein am 26. Februar 1851 in Berlin; gestorben am 20. Februar 1914 in Lichterfelde bei Berlin) war eine deutsche Schriftstellerin.

## Leben
Sie war die Tochter des Bildhauers Hermann Schievelbein, der ihr früh Anregungen für Kunst und Wissenschaft gab und zunächst ihre Fähigkeiten als Malerin förderte. Nach seinem Tod besuchte sie die Kunstschule und wurde Schülerin von Jean Lulvès und Karl Gussow. Sie nahm ferner Klavier- und Gesangsunterricht und lernte an der Institution von Theodor Kullak bei Karoline Caspari und Hans Bischoff.
1880 heiratete sie den Bibliothekar Johannes Franke und lebte mit ihm zuerst in Göttingen, dann ab 1895 in Wiesbaden und nach 1899 wieder in Berlin. Ab etwa 1890 begann sie, sich schriftstellerisch zu betätigen. Sie war Mitglied im Deutschen Schriftstellerinnenbund.
Ihre Tochter war die Schriftstellerin Ilse Franke-Oehl.

## Werke
- Ni (Roman, 1893)
- Rotdorn (Novellen, 1894. Darin enthalten: Erotikon, Eltern, Rechts oder Links)
- Kunst und Gunst (Roman, 1895)
- Liebeswerben (Roman, 1897)
- Der große Versöhner, Erzählung, Text, in Ernst Brausewetter: Meisternovellen deutscher Frauen, 1898[2]
- Aus seiner Dunkelkammer (Erzählung, 1898)
- Die Hungersteine (Roman, 1899)
- Stark wie das Leben (Roman, 1900)
- Der Unkenteich (Roman, 1901)
- Der Gottüberwinder (Roman, 1902)
- Die Sehnsüchtigen (Roman, 1903)
- Der Damenfeind / Ein Menschenkenner (Zwei Novellen, 1908)